# 幸助・福助
幸助・福助（こうすけ・ふくすけ）は、和光プロダクションおよび関西演芸協会、漫才協会に所属するタイヘイ一門の漫才コンビ。1982年結成。
レツゴー三匹門下で、移籍目的で形式的に破門された太平サブロー・シローの弟弟子にあたる。

## メンバー
- 幸助（こうすけ、本名：寿 孝博、1960年9月10日 - ）

・大阪府出身。
・前職は区役所の職員で松竹芸能養成所出身。また弟子修行は行なっていない
・幸助・福助を結成する以前は「うきうき・どきどき」というコンビで、うきうきの芸名でツッコミを担当していたが 1982年に解散。その後、現在の相方、福助と「それいけ！2匹」を結成し改名を経て現在に至る。

- 福助（ふくすけ、本名：市井 靖朱、1965年4月3日 - ）

・大阪府八尾市出身。
・高校在学中に横山たかし・ひろしに入門するも同コンビが売れる前で経済的に難しく、レツゴー正児に預けられる。従って福助は、レツゴー三匹、横山たかし・ひろしの二組を師匠に持つ。
・近年、歌唱と発声を作曲家、笠間千保子に師事し、その指導を仰ぐ。
・パチンコと銭湯好きとして知られる。
・黄色の派手な舞台衣装がお馴染。

## 概要
1982年、新世界新花月にて「それいけ！2匹」でデビュー
松竹芸能に所属し、1983年の道頓堀角座初出演を皮切りに同事務所の主要劇場に出演。
また今宮子供えびすマンザイ新人コンクール、ABC漫才・落語新人コンクール、NHK上方漫才コンテストなどの賞レースに入賞を果たし万人ウケの漫才と評され重宝される。
その後、和光プロダクションに移籍し事務所の看板を背負った「和光亭幸助・福助」に改名。
さらに亭号を外した「幸助・福助」に改名し現在に至る。
現在は営業のほか、天満天神繁昌亭や浅草東洋館に出演中。
関西演芸協会のほか、東京漫才協会の両方に属する唯一の漫才コンビ。

## 芸風
- 夢路いとし・喜味こいしの名作漫才を演じる事を許された数少ないコンビでもある。2008年11月13日、ワッハ上方ホールでコンビ結成25周年記念公演を挙行した際、同コンビのネタを現在風にアレンジして演じた。
- また同日は師匠のレツゴー正児を加えた3人でレツゴー三匹の往年のネタも披露した。
- 芸歴からすると既にベテランの領域に差し掛かっているが、昨今流行の5分以内のショートスタイルのネタから1時間を超える大ネタまでこなせる舞台を選ばない漫才師である。
- 近年、関西の漫才に於いて吉本興業、松竹芸能などの大手プロダクションに属さず、個人経営のプロダクションに所属し且つ第一線で活躍する数少ない例である。

## 出演番組
- ポップ対歌謡曲（ABCラジオ） - 「それいけ！2匹」時代
- お笑いスター誕生!!（日本テレビ）
- 上方演芸ホール（NHK）
- 上方演芸会（NHKラジオ第1放送）
- バラエティー生活笑百科（NHK）
- 生×カラ!TV（サンテレビ）
- とっぴもナイト（KBS京都テレビ）※2008年11月15日、2009年2月21日（この日は福助のみ）
- 探偵！ナイトスクープ（朝日放送）※2015年1月9日

## 受賞
- 第6回今宮子供えびすマンザイ新人コンクール 奨励賞 - 「それいけ！2匹」時代
- 第8回ABC漫才・落語新人コンクール 新人賞（本選出場）
- 昭和62年度 第18回NHK上方漫才コンテスト 優秀賞

### 賞レースなどでの戦績
- お笑いスター誕生!! 第7回オープントーナメントサバイバルシリーズ準決勝進出